# Bistorta macrophylla
Bistorta macrophylla är en slideväxtart som först beskrevs av David Don, och fick sitt nu gällande namn av Sojak. Bistorta macrophylla ingår i släktet ormrötter, och familjen slideväxter. Utöver nominatformen finns också underarten B. m. stenophylla.